# Геланор
Геланор (др.-греч. Γελάνωρ) — персонаж древнегреческой мифологии. Царь Аргоса. Сын Сфенеласа, внук Кротопа. Передал власть Данаю. В трагедии Эсхила «Умоляющие» действующее лицо, но там носит имя Пеласг.